# ایتالیا در المپیک تابستانی ۱۹۳۲
ایتالیا در بازی‌های المپیک تابستانی ۱۹۳۲ که در شهر لس آنجلس ایالات متحده آمریکا برگزار شد، کاروان ایتالیا با ۱۱۲ ورزشکار در این رقابت‌ها شرکت کرد و موفق به کسب ۳۶ مدال (۱۲ طلا، ۱۲ نقره، ۱۲ برنز) شد. در جدول رتبه‌بندی توزیع مدال‌ها، ایتالیا در ردهٔ ۲ مسابقات قرار گرفت.